# Festival de Naples 1955
 (juin 2023).
La mise en forme du texte ne suit pas les recommandations de Wikipédia : il faut le « wikifier ».
Les points d'amélioration suivants sont les cas les plus fréquents. Le détail des points à revoir est peut-être précisé sur la page de discussion.
- Les titres sont pré-formatés par le logiciel. Ils ne sont ni en capitales, ni en gras.
- Le texte ne doit pas être écrit en capitales (les noms de famille non plus), ni en gras, ni en italique, ni en « petit »…
- Le gras n'est utilisé que pour surligner le titre de l'article dans l'introduction, une seule fois.
- L'italique est rarement utilisé : mots en langue étrangère, titres d'œuvres, noms de bateaux, etc.
- Les citations ne sont pas en italique mais en corps de texte normal. Elles sont entourées par des guillemets français : « et ».
- Les listes à puces sont à éviter, des paragraphes rédigés étant largement préférés. Les tableaux sont à réserver à la présentation de données structurées (résultats, etc.).
- Les appels de note de bas de page (petits chiffres en exposant, introduits par l'outil «  Source ») sont à placer entre la fin de phrase et le point final[comme ça].
- Les liens internes (vers d'autres articles de Wikipédia) sont à choisir avec parcimonie. Créez des liens vers des articles approfondissant le sujet. Les termes génériques sans rapport avec le sujet sont à éviter, ainsi que les répétitions de liens vers un même terme.
- Les liens externes sont à placer uniquement dans une section « Liens externes », à la fin de l'article. Ces liens sont à choisir avec parcimonie suivant les règles définies. Si un lien sert de source à l'article, son insertion dans le texte est à faire par les notes de bas de page.
- La présentation des références doit suivre les conventions bibliographiques. Il est recommandé d'utiliser les modèles {{Ouvrage}}, {{Chapitre}}, {{Article}}, {{Lien web}} et/ou {{Bibliographie}}. Le mode d'édition visuel peut mettre en forme automatiquement les références.
- Insérer une infobox (cadre d'informations à droite) n'est pas obligatoire pour parachever la mise en page.

Pour une aide détaillée, merci de consulter Aide:Wikification.
Si vous pensez que ces points ont été résolus, vous pouvez retirer ce bandeau et améliorer la mise en forme d'un autre article.
Le troisième festival de la chanson napolitaine s'est tenu à Naples du 16 au 18 juin 1955,.

## Charts, chansons et chanteurs
| Position | Chanson                   | Auteurs                                    | Artiste                                    | Votes |
| -------- | ------------------------- | ------------------------------------------ | ------------------------------------------ | ----- |
| 1re      | 'E stelle 'e Napule       | (Michele Galdieri et Giuseppe Bonavolontà) | Gino Latilla avec Carla Boni - Maria Paris | 79    |
| 2e       | Ddoje stelle so' cadute   | (Francesco Saverio Mangieri)               | Sergio Bruni - Achille Togliani            | 45    |
| 3e       | 'E llampare               | (A. Gargiulo et G. Spagnolo)               | Tullio Pane - Gino Latilla                 | 32    |
| 4e       | 'O ritratto 'e Nanninella | (P. Scarfò et Antonio Vian)                | Gino Latilla - Sergio Bruni                | 30    |
| 5e       | 'A luna chiena            | (Vincenzo De Crescenzo et Furio Rendine)   | Franco Ricci - Gino Latilla                | 24    |
| 6e       | 'E rrose chiagneno        | (A. Ciervo, Mario De Angelis e C. Falpo)   | Carla Boni - Tullio Pane                   | 21    |
| 7e       | Nnammuratella mia         | (Tito Manlio et Marcello Gigante)          | Gino Latilla - Franco Ricci                | 20    |
| 8e       | Geluso 'e te              | (G. Martino et D. Pirozzi)                 | Achille Togliani - Sergio Bruni            | 11    |

### Non-finalistes
| Chanson                  | Auteurs                             | Artiste                        |
| ------------------------ | ----------------------------------- | ------------------------------ |
| Luna Chiara              | (A. Ciervo, C. Nato et N. Fusco)    | Carla Boni - Eva Nova          |
| Curiosità                | (P. Mendes et E. Falcocchio)        | Gino Latilla - Franco Ricci    |
| Me songo nnammurato      | (A. Cesareo et S. Colonnese)        | Achille Togliani - Maria Paris |
| Comme te ll'aggi'a di'?  | (A. Ciervo et Granelli)             | Achille Togliani - Eva Nova    |
| Luna janca               | (L. Cioffi et G. Cioffi)            | Maria Paris - Achille Togliani |
| 'A bonanema 'e ll'ammore | (Jovino et M. Festa)                | Nino Taranto - Gino Latilla    |
| Chiagneno pure ll'onne   | (A. Balena et Vairano)              | Carla Boni - Tullio Pane       |
| Napule sotto e n'coppa   | (Giuseppe Marotta et Carlo Concina) | Eva Nova - Carla Boni          |

## Orchestre
Dirigé par les maîtres Giuseppe Anepeta (it) et Cinico Angelini.